# Gudumholm Kirke
Gudumholm Kirke er kirken i Gudumholm Sogn der indtil 1 oktober 2010 var Gudumholm Kirkedistrikt i Gudum Sogn.
Kirken er tegnet af arkitekt er L.F. Olesen fra København, der blandt andet også har tegnet kirken i Løgstør fra 1892. Kirken, der blev bygget lokalt indsamlede midler på en grund der blev skænket af lensgreve Carl Gustav Ernst von Schimmelmann til Lindenborg, blev indviet 19. december 1909.

## Eksterne kilder og henvisninger
- Gudumholm Kirke Arkiveret 18. februar 2022 hos  Wayback Machine
- Gudumholm Kirke hos KortTilKirken.dk